# Орен, Ицхак
Ицхак Орен (ивр. יצחק אורן‎, имя при рождении Исаак Львович Надель; 8 мая 1918, Верхнеудинск — 11 февраля 2007, Иерусалим) — израильский писатель, специализировавшийся в коротком жанре, переводчик и публицист. Автор многочисленных сборников рассказов, переводчик классики русской литературы на иврит и современных ведущих ивритских писателей на русский язык. Один из первых редакторов израильского радиовещания на русском языке, главный редактор, а позднее главный научный консультант Краткой еврейской энциклопедии на русском языке. Лауреат премии имени Жаботинского (1997), премии президента Израиля (1999) и других.

## Биография
Родился в Верхнеудинске (ныне Улан-Удэ) в 1918 году в семье учителя иврита и сионистского активиста Льва (Иехезкеля) Наделя, уроженца Латвии, сосланного в своё время в Сибирь. В 1924 году из-за идеологических преследований семья перебралась в Харбин в Китае, где Ицхак посещал русскую гимназию, а затем проучился год на юридическом факультете. Там же, ещё в годы учёбы в школе, вступил в молодёжную сионистскую организацию «Бейтар» и стал последователем идей Зеэва Жаботинского.
В 1936 году иммигрировал в подмандатную Палестину. Изучал еврейскую литературу, историю и философию в Еврейском университете в Иерусалиме, зарабатывая на жизнь как секретарь, переводчик и корректор. В годы Второй мировой войны прокладывал дороги для британских вооружённых сил. Был членом еврейской военизированной организации «ЭЦЕЛ», во время Войны за независимость Израиля служил в Армии обороны Израиля, в частности как редактор армейской газеты «Ха-Маген», выходившей в Иерусалиме.
По окончании войны работал до 1978 года в различных государственных ведомствах, в том числе как редактор документов офиса государственного контролёра. Был одним из первых редакторов израильского радиовещания на русском языке. С 1948 по 1958 год вёл авторскую колонку в газете «Едиот ахронот», которую подписывал псевдонимом «Л. Дани» (ивр. ל. דני‎, т.е. ананим - обратное написание - его имени на иврите: י.נדל). С 1972 года входил в редакционную коллегию Краткой еврейской энциклопедии на русском языке, в период издания 1—9 томов был её главным редактором, позднее — главным научным консультантом.
Как прозаик печатался вначале в литературных приложениях к ивритской периодической прессе, а позднее в литературных журналах «Молад», «Мознаим», «Кешет» и «Ха-Ума». Первый авторский сборник рассказов вышел в 1950 году, первый роман в 1953 году, сборник поэтических произведений (под псевдонимом «Л. Дани») в 1958 году.
Скончался в Иерусалиме в феврале 2007 года.

## Творчество
Свой первый рассказ, «Эй-Шам» (в русском переводе «Где-то в N-ской части»), написал в 1942 году во время нахождения на военной базе на границе с Синайским полуостровом. Рассказ позже дал название первому авторскому сборнику Орена, увидевшему свет в 1950 году с подзаголовком «Пять автобиографических сказок». Первым изданным, однако, стал другой рассказ Орена — «Дождь», опубликованный в 1946 году в газете «Гаарец».
В 1953 году отдельной книгой в издательстве «Ньюман» издан первый роман Орена «Ба-ореф» (с ивр. — «В тылу»), а в 1958 году в издательстве «Ахиэвер» вышел поэтический сборник «Асор бе-харузим» (с ивр. — «Десятилетие в рифму»). В общей сложности Ицхак Орен издал шесть сборников рассказов, четыре сборника рассказов и очерков, поэтический сборник и три романа:
- Где-то в N-ской части: Пять автобиографических сказок (ивр. אי שם ... : חמש אגדות אבטוביאוגרפיות‎, Иерусалим: Цук, 1950)
- В тылу (ивр. בעורף‎, роман, Тель-Авив: М. Ньюман, 1953)
- Эссе Биньямина Пятого[3] (ивр. מסות בנימין החמישי‎, рассказы, Тель-Авив: М. Ньюман, 1958)
- Десятилетие в рифму (ивр. עשור בחרוזים‎, поэзия, Иерусалим: Ахиэвер, 1958)
- Отцы и кислый виноград[3] (ивр. אבות ובוסר‎, роман, Тель-Авив: Масада, 1964)
- Лицо поколения и собака[3] (ивр. פני דור וכלב‎, рассказы, Тель-Авив: Огдан, 1968)
- Скупщики небес и земли[3] (ивр. קוני שמים וארץ‎, рассказы, Иерусалим: Шалем, 1970)
- Вызовы[3] (ивр. אתגרים‎, рассказы и очерки, Иерусалим: М. Ньюман, 1972)
- Гора и мышь[3] (ивр. ההר והעכבר‎, роман, Иерусалим: Институт Бялика, 1972)
- Путешествие вокруг оси[3] (ивр. מסע מסביב לציר‎, рассказы, Тель-Авив: Хадар, 1977)
- Жаботинский и я[3] (ивр. מסע מסביב לציר‎, рассказы и очерки, Тель-Авив: Хадар, 1980)
- Пять летящих свитков[3] (ивр. חמש מגילות עפות‎, рассказы, Тель-Авив: Хадар, 1985)
- С начала до конца[3] (ивр. מהחל עד כלה‎, рассказы и очерки, Иерусалим: Кетер, 1987)
- Страсти и творчество[3] (ивр. יצרים ויצירות‎, рассказы и очерки, Иерусалим: Институт Бялика, 1997)

Ряд произведений Орена были изданы в прижизненных переводах. В 1986 году в США вышел сборник переводов его рассказов на английский язык «Мнимое число» (англ. The Imaginary Number). Издательство «Библиотека-Алия» в 1988 году выпустило сборник переводов рассказов Орена на русский язык «Моя каменоломня». В 1994 году во Франции издан сборник переводов на французский язык «Разрушитель» (фр. Le destructeur). Сам Орен, помимо оригинального творчества, занимался также переводами на иврит и с иврита на русский. На иврит он переводил русскую классику (в том числе роман Гончарова «Обломов» и «Вечера на хуторе близ Диканьки» Гоголя), а также такие произведения как «Бенджамен Дизраэли, граф Биконсфилд» Сесила Рота, «Прорубь» Александра Варди и «Самсон Назорей» Жаботинского. На русский им переведены произведения представителей новой ивритской литературы — Шая Агнона («Идо и Эйнам. Рассказы, повести, главы из романов», Иерусалим: «Библиотека-Алия», 1975) и Натана Альтермана («Песни казней египетских», в сборнике «Серебряное блюдо», Иерусалим: «Библиотека-Алия», 1974).
С самого начала творческого пути Орена его проза кардинально отличалась от реализма «поколения Пальмаха», доминировавшего в израильской литературе первых лет существования государства. Для его произведений характерна ставящая в тупик читателей смелая экспериментальная поэтика, построенная на смешении границ жанров, что позволило литературоведу Гершону Шакеду назвать её «поэтикой коллажа», а самого Орена — «постмодернистом до появления постмодернизма». Работы Орена построены на отрицании временных и пространственных рамок, игре ума, демонстрируют широкие энциклопедические познания, широко используют образы разных культур, аллегории, приёмы абсурда, пародии и гротеска. Самоирония занимает ключевое место в творчестве писателя, сокровенные мысли облекавшего в полупародийные, парадоксальные формы. Богатство и необычность образов и стиля Орена вынуждали литературоведов искать адекватные формулировки для их описания и классификации.
Одна из центральных тем произведений Орена — образ человека как творца мира. Эту концепцию сам писатель называл «антиантропоцентрической», подчёркивая, что по его мнению венцом творения является не человек, а созданные им неодушевлённые произведения. Не будучи религиозным человеком и называя себя «верующим атеистом», Орен в то же время высказывал в своём творчестве мистические идеи — в том числе веру в особое место истории и возрождения еврейского народа в плане космического бытия.

## Награды
Творчество Ицхака Орена отмечено премией премьер-министра Израиля (согласно Электронной еврейской энциклопедии, в 1972 году, а согласно «Лексикону новой ивритской литературы», в 1978 и 1987 годах). Он также удостоен присуждаемой Университетом имени Бар-Илана литературной премии Исраэля и Берты Ньюмен (1989), премии имени Жаботинского в области литературы и исследований (1997) и премии президента Израиля (1999).

## Личность и личная жизнь
Много лет служил в государственных организациях и скрывал свою литературную деятельность (в том числе и от коллег, читавших и обсуждавших его произведения), и только выйдя на пенсию, перестал скрывать, что Ицхак Надель и есть писатель Ицхак Орен.